# DeForest
De Forest és una població dels Estats Units a l'estat de Wisconsin. Segons el cens del 2000 tenia 7.368 habitants.

## Demografia
Segons el cens del 2000, De Forest tenia 7.368 habitants, 2.675 habitatges, i 2.000 famílies. La densitat de població era de 589 habitants per km².
Dels 2.675 habitatges en un 44,9% hi vivien nens de menys de 18 anys, en un 61,4% hi vivien parelles casades, en un 9,8% dones solteres, i en un 25,2% no eren unitats familiars. En el 19,3% dels habitatges hi vivien persones soles el 7,2% de les quals corresponia a persones de 65 anys o més que vivien soles. El nombre mitjà de persones vivint en cada habitatge era de 2,74 i el nombre mitjà de persones que vivien en cada família era de 3,15.
Per edats la població es repartia de la següent manera: un 31,1% tenia menys de 18 anys, un 6,3% entre 18 i 24, un 36,2% entre 25 i 44, un 18,3% de 45 a 60 i un 8,1% 65 anys o més.
L'edat mediana era de 33 anys. Per cada 100 dones de 18 o més anys hi havia 92 homes.
La renda mediana per habitatge era de 55.369 $ i la renda mediana per família de 60.781 $. Els homes tenien una renda mediana de 40.096 $ mentre que les dones 28.000 $. La renda per capita de la població era de 21.089 $. Aproximadament l'1,7% de les famílies i el 3,6% de la població estaven per davall del llindar de pobresa.

## Poblacions més properes
El següent diagrama mostra les poblacions més properes.